# Сегарча
Сегарча (рум. Segarcea) — город в Румынии в составе жудеца Долж.

## История
Старейшее упоминание об этих местах в документах относится к 1416 году. В 1557 году здесь был построен монастырь, который в 1620 году был передан Александрийскому патриархату. В 1792 году Сегарча получила право на организацию ярмарок.
Коммуна Сегарча получила статус города в 1968 году.